# Wittenbergplatz (metrostation)
Wittenbergplatz is een station van de metro van Berlijn, gelegen aan het gelijknamige plein in het Berlijnse stadsdeel Schöneberg, tegenover het beroemde warenhuis KaDeWe. Het ondergrondse metrostation wordt bediend door de kleinprofiellijnen U1, U2 en U3, die ter plaatse parallel lopen. Het station opende op 11 maart 1902 aan de eerste Berlijnse metrolijn, het zogenaamde stamtracé. Het stationscomplex geniet bescherming als monument.
Het oorspronkelijke metrostation Wittenbergplatz werd ontworpen door Paul Wittig en had een eenvoudig uiterlijk. Het telde twee sporen langs twee zijperrons. Toen in de zomer van 1910 de bouw van een nieuwe aftakking van het stamtracé naar Wilmersdorf en Dahlem (de huidige U3) begon, werd besloten station Wittenbergplatz als splitsingsstation uit te breiden. Er werden meerdere plannen ingediend en de opdracht ging uiteindelijk naar Alfred Grenander, de huisarchitect van het metrobedrijf, de Hochbahngesellschaft.
Passend bij de reeds bestaande bebouwing aan de Wittenbergplatz ontwierp Grenander een statig toegangsgebouw op het midden van het plein. Het station kreeg drie perrons met vijf sporen, er werd ruimte gereserveerd voor een mogelijk toekomstig zesde spoor (dat er overigens nooit zou komen). Op 12 oktober 1913 werd het nieuwe metrostation samen met de Wilmersdorf-Dahlemer U-Bahn geopend. Het centrale deel van het stationsgebouw huisvest een ruime stationshal op straatniveau met uitgangen aan beide zijden; in de vleugels zijn de trappen naar de direct onder het plein gelegen perrons ondergebracht.
Het stationsgebouw werd in de Tweede Wereldoorlog zwaar beschadigd. In de jaren 1950 werd het herbouwd en werd tegelijkertijd de stationshal gemoderniseerd. Tussen 1982 en 1983 onderging het monumentale station opnieuw een uitgebreide restauratie. Op korte termijn zal het station waarschijnlijk wederom gesaneerd worden.
Ter gelegenheid van het vijftigjarige bestaan van de Berlijnse metro in 1952 schonk de commandant van de Britse bezettingsmacht in Berlijn de BVG een Londens metrobord ("roundel") met het opschrift Wittenbergplatz. Dit bord hangt nog altijd op een van de perrons.

## Galerij

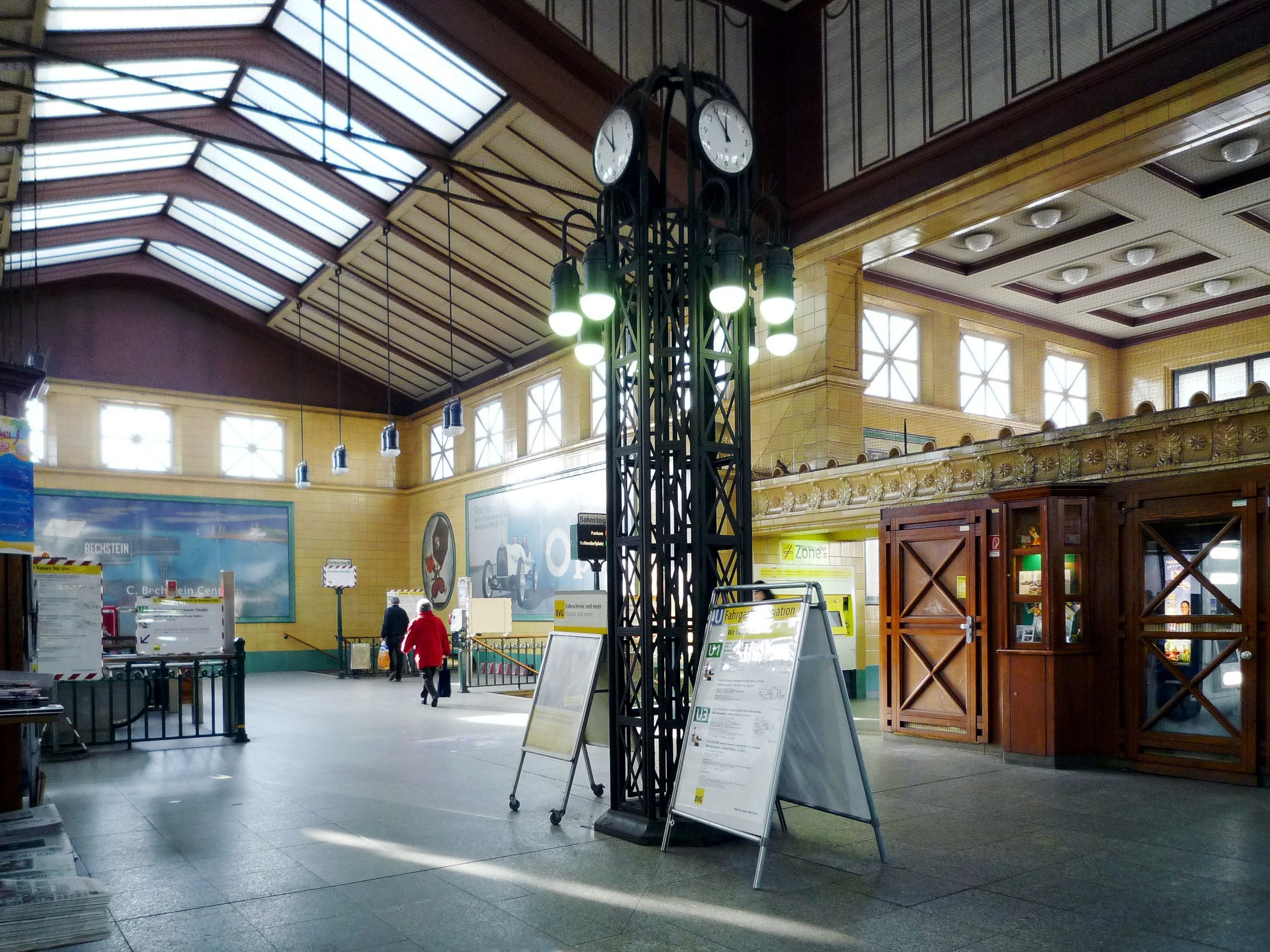
Interieur van de stationshal
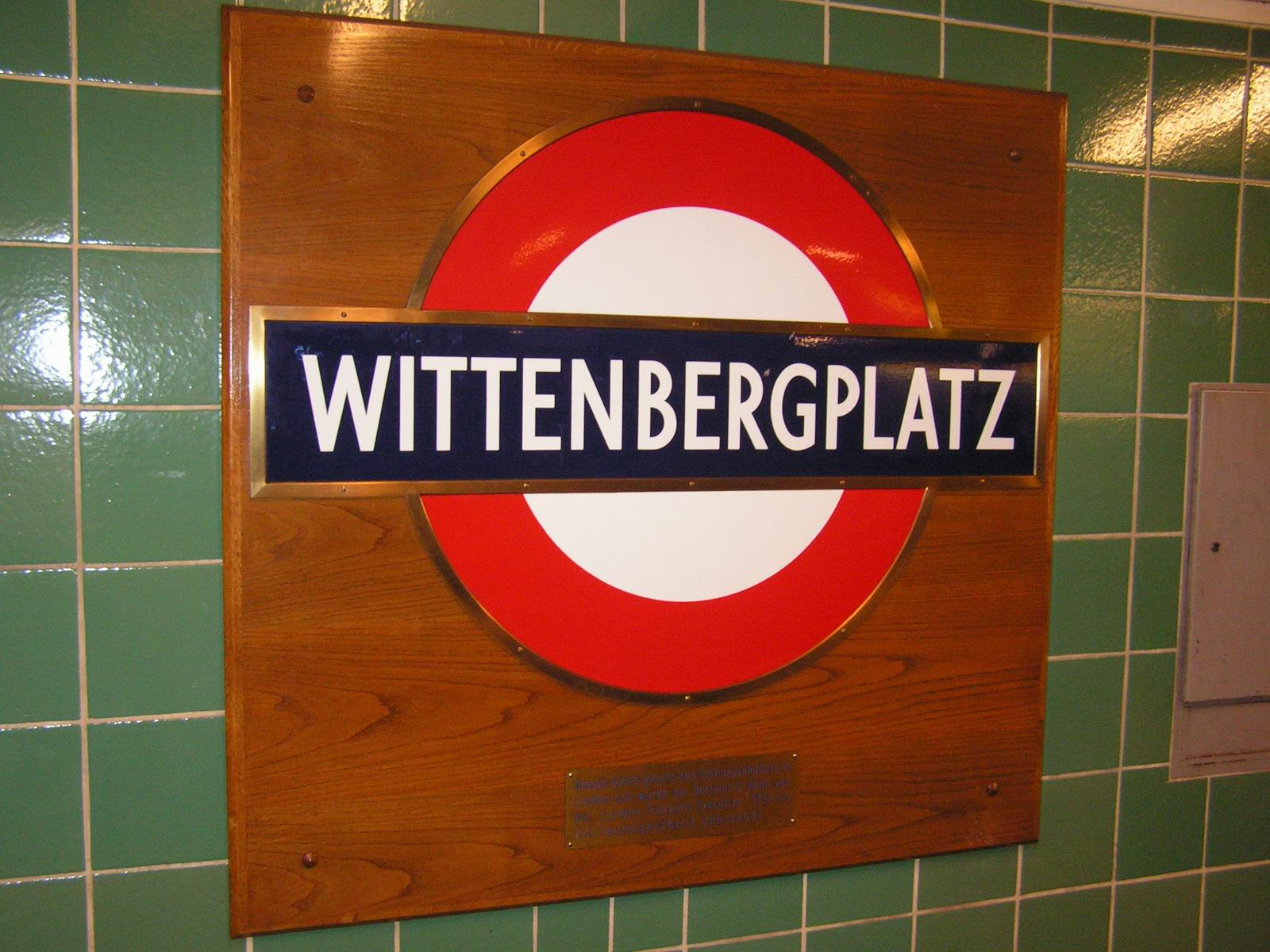
Roundel, het logo van de London Underground, in station Wittenbergplatz
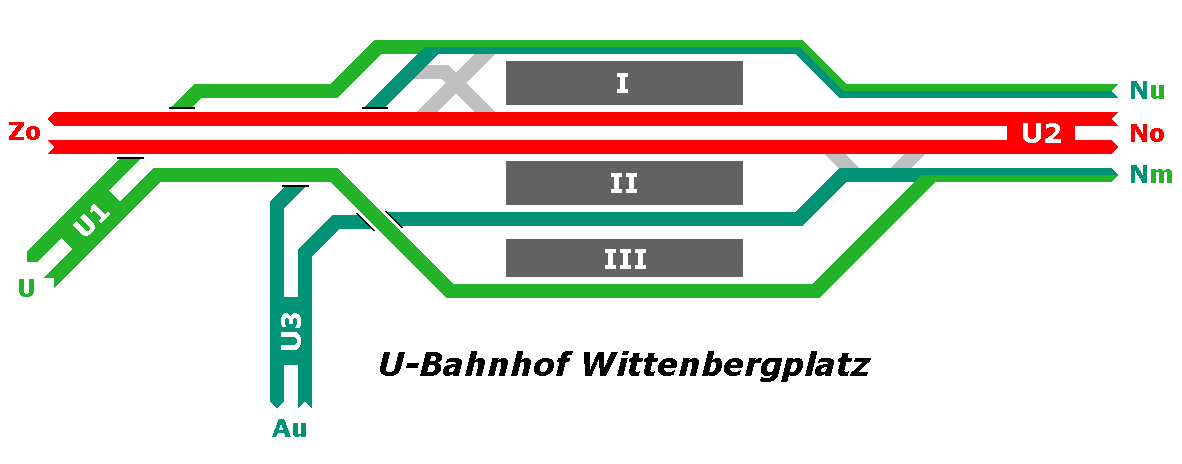
Sporenplan van station Wittenbergplatz